# Пуласкі (Іллінойс)
Пуласкі (англ. Pulaski) — селище (англ. village) в США, в окрузі Пуласкі штату Іллінойс. Населення — 154 особи (2020).

## Географія
Пуласкі розташоване за координатами 37°13′3″ пн. ш. 89°12′26″ зх. д. / 37.21750° пн. ш. 89.20722° зх. д. (37.217627, -89.207106).  За даними Бюро перепису населення США в 2010 році селище мало площу 3,41 км², з яких 3,39 км² — суходіл та 0,01 км² — водойми.

## Демографія
Згідно з переписом 2010 року, у селищі мешкало 206 осіб у 97 домогосподарствах у складі 48 родин. Густота населення становила 60 осіб/км².  Було 116 помешкань (34/км²).
Расовий склад населення:
| - 66,5 % — чорних або афроамериканців - 30,1 % — білих |

До двох чи більше рас належало 3,4 %. Частка іспаномовних становила 0,5 % від усіх жителів.
За віковим діапазоном населення розподілялося таким чином: 21,8 % — особи молодші 18 років, 57,3 % — особи у віці 18—64 років, 20,9 % — особи у віці 65 років та старші. Медіана віку мешканця становила 47,0 року. На 100 осіб жіночої статі у селищі припадало 79,1 чоловіків;  на 100 жінок у віці від 18 років та старших — 80,9 чоловіків також старших 18 років.
Середній дохід на одне домашнє господарство  становив 26 320 доларів США (медіана — 19 750), а середній дохід на одну сім'ю — 39 515 доларів (медіана — 32 750). За межею бідності перебувало 15,9 % осіб, у тому числі 6,9 % дітей у віці до 18 років та 29,4 % осіб у віці 65 років та старших.
Цивільне працевлаштоване населення становило 52 особи. Основні галузі зайнятості: сільське господарство, лісництво, риболовля — 23,1 %, роздрібна торгівля — 17,3 %, освіта, охорона здоров'я та соціальна допомога — 17,3 %.